# بانوی ناپیدا
«بانوی ناپیدا» (فرانسوی: Escamotage d'une dame chez Robert-Houdin‎) یک فیلم به کارگردانی ژرژ ملی‌یس است که در سال ۱۸۹۶ منتشر شد. از بازیگران آن می‌توان به ژان د آلسی و ژرژ ملی‌یس اشاره کرد.